# Naim Süleymanoğlu
Naim Süleymanoğlu (Ptitchar, Kardjali, Bulgária, 23 de janeiro de 1967 – Istambul, Turquia, 18 de novembro de 2017) foi um halterofilista turco, sendo um dos mais bem-sucedidos levantadores de peso com três ouros olímpicos e sete vezes campeão mundial.
Naim estreou em competições internacionais aos 15 anos de idade, no Campeonato Mundial para juniores, em São Paulo; definiu seu primeiro recorde mundial aos 15 anos.
Ele nasceu na Bulgária e representou-a até desertar para a Turquia em 1986.
Nascido Naim Suleimanov (em búlgaro:  Наим Сюлейманов) e de ascendência turco-búlgara, ele tinha tomado a decisão um ano antes e foi bastante chateado quando os búlgaros mudaram seu nome para Naum Shalamanov em 1985, para remover os vestígios de sua origem turca.
Para competir internacionalmente para a Turquia, o governo búlgaro recebeu sete milhões de dólares da Turquia (e não apenas um milhão como fora divulgado).
Süleymanoğlu tornou-se o primeiro levantador de peso a ganhar ouro em três Olimpíadas, em 1988, 92 e 96. Nos Jogos de Sydney 2000, tentou conquistar o quarto ouro olímpico, porém não conseguiu concluir a prova.
Ele ainda tornou-se o primeiro homem a conseguir levantar duas vezes e meia o equivalente a sua própria massa corporal no arranco e o segundo a levantar três vezes sua própria massa corporal no arremesso (o primeiro foi o búlgaro Stefan Topurov). Foi apelidado de o "Pequeno Hércules" e "Hércules de Bolso", pois tinha apenas 1,47 m de altura.
Estabeleceu 46 recordes mundiais ao todo — 14 no arranco, 15 no arremesso e 17 no total olímpico.
Em junho de 1999 a Association Internationale de la Presse Sportive escolheu Süleymanoğlu como um dos 25 maiores atletas do século XX, ao lado de celebridades como Pelé e Jesse Owens.
Em 2000, e novamente em 2004, ele foi eleito para o Weightlifting Hall of Fame, sendo a única pessoa duas vezes eleita.
Em 2001, recebeu a Ordem Olímpica de Juan Antonio Samaranch, o então presidente do Comité Olímpico Internacional.
Ele entrou para a política na Turquia.

## Doença e morte
Sofreu de cirrose do fígado durante um período prolongado. Em 2009 foi hospitalizado durante cerca de três meses.
Em 25 de setembro de 2017 entrou no hospital devido a problemas no fígado. Em 6 de outubro um transplante de fígado foi realizado, quando um dador vivo foi encontrado. Em 11 de novembro, sujeitou-se a cirurgia devido a hemorragia cerebral, e consequente edema. Faleceu em 18 de novembro de 2017.

## Quadro de resultados
| Ano                       | Lugar                              | Categoria       | Marca (kg) / pos. | Marca (kg) / pos. | Marca (kg) / pos. |
| Ano                       | Lugar                              | Categoria       | Arranque          | Arremesso         | Total             |
| Jogos Olímpicos           | Jogos Olímpicos                    | Jogos Olímpicos | Jogos Olímpicos   | Jogos Olímpicos   | Jogos Olímpicos   |
| ------------------------- | ---------------------------------- | --------------- | ----------------- | ----------------- | ----------------- |
| 1988                      | Seul, Coreia do Sul                | –60 kg          | 152,5 / 1         | 190 / 1           | 342,5 /           |
| 1992                      | Barcelona, Espanha                 | –60 kg          | 142,5 / 1         | 177,5 / 1         | 320 /             |
| 1996                      | Atlanta, Estados Unidos            | –64 kg          | 147,5 / 1         | 187,5 / 2         | 335 /             |
| 2000                      | Sydney, Austrália                  | –62 kg          | NM                | NM                | —                 |
| Campeonato Mundial        |                                    |                 |                   |                   |                   |
| 1983                      | Moscou, União Soviética            | –56 kg          | 130 /             | 160 /             | 290 /             |
| 1985                      | Södertälje, Suécia                 | –60 kg          | 142,5 /           | 180 /             | 322,5 /           |
| 1986                      | Sófia, Bulgária                    | –60 kg          | 147,5 /           | 187,5 /           | 335 /             |
| 1989                      | Atenas, Grécia                     | –60 kg          | 145 /             | 172,5 /           | 317,5 /           |
| 1991                      | Donaueschingen, Alemanha           | –60 kg          | 137,5 /           | 172,5 /           | 310 /             |
| 1993                      | Melbourne, Austrália               | –64 kg          | 145 /             | 177,5 /           | 322,5 /           |
| 1994                      | Istanbul, Turquia                  | –64 kg          | 147,5 /           | 182,5 /           | 330 /             |
| 1995                      | Guangzhou, China                   | –64 kg          | 147,5 /           | 180 /             | 327,5 /           |
| Campeonato Europeu        |                                    |                 |                   |                   |                   |
| 1983                      | Moscou, União Soviética            | –56 kg          | 130 /             | 160 /             | 290 /             |
| 1984                      | Vitoria-Gasteiz, Espanha           | –56 kg          | 130 /             | 167,5 /           | 297,5 /           |
| 1985                      | Katowice, Polônia                  | –60 kg          | 140 /             | 172,5 /           | 312,5 /           |
| 1986                      | Karl-Marx-Stadt, Alemanha Oriental | –60 kg          | 145 /             | 187,5 /           | 332,5 /           |
| 1988                      | Cardiff, Reino Unido               | –60 kg          | 150 /             | 180 /             | 330 /             |
| 1989                      | Atenas, Grécia                     | –60 kg          | 145 /             | 172,5 /           | 317,5 /           |
| 1994                      | Sokolov, República Tcheca          | –64 kg          | 147,5 /           | 182,5 /           | 330 /             |
| 1995                      | Warschau, Polônia                  | –64 kg          | 142,5 /           | 182,5 /           | 325 /             |
| 2000                      | Sófia, Bulgária                    | –62 kg          | 140 /             | 170 / 4           | 310 /             |
| Campeonato Mundial Júnior |                                    |                 |                   |                   |                   |
| 1982                      | São Paulo, Brasil                  | –52 kg          | 110 /             | 140 /             | 250 /             |

NM = Sem marca — no mark
Os campeonatos europeus e os mundiais de 1983 e de 1989 foram organizados conjuntamente.